# Liste der Mitglieder der National Academy of Sciences/2019
Im Jahr 2019 wählte die National Academy of Sciences der Vereinigten Staaten 124 Personen zu ihren Mitgliedern.

## Neugewählte Mitglieder

### Mitglieder
- Susan L. Ackerman
- Joanna Aizenberg
- Susan C. Alberts
- Leon Balents
- Martin S. Banks
- Allan I. Basbaum
- Rosina M. Bierbaum
- Squire J. Booker
- Edward S. Boyden
- Christopher S. Bretherton
- Russel E. Caflisch
- Edward M. Callaway
- Jennifer T. Chayes
- Jue Chen
- Robert B. Cialdini
- Marco Colonna
- Gloria M. Coruzzi
- Ana Maria Cuervo
- Janet Currie
- Michael Dine
- Edward H. Egelman
- Göran Ekström
- James J. Elser
- William R. Engels
- Roger W. Falcone
- James Farquhar
- Marilyn L. Fogel (1952–2022)
- Cynthia M. Friend
- Adolfo García-Sastre
- Lila M. Gierasch
- Pinelopi K. Goldberg
- Chris H. Greene
- Nancy B. Grimm
- Maura E. Hagan
- Paula T. Hammond
- Maria J. Harrison
- Rebecca Heald
- Masayori Inouye
- Jeremy B. C. Jackson
- Sue Jinks-Robertson
- Patricia J. Johnson
- Daniel Kahne
- Marc Kamionkowski
- Karla A. Kirkegaard
- Gabriel Kotliar
- Bryna Rebekah Kra
- Mark A. Krasnow
- David Laibson
- Michael J. Lenardo
- Leonid A. Levin
- Timothy J. Ley
- Michal Lipson
- Stephen P. Long
- Harmit S. Malik
- M. Cristina Marchetti
- Luciano A. Marraffini
- Todd J. Martínez
- Krzysztof Matyjaszewski
- William J. McGinnis
- Eugene J. Mele
- George R. Milner
- Helen V. Milner
- Robert A. Moffitt
- David D. Moore
- Mark T. Nelson
- Dianne K. Newman
- Elaine A. Ostrander
- Janet B. Pierrehumbert
- Matthew Rabin
- David Raulet
- Aviv Regev
- Mark J. Reid
- Kathryn Roeder
- Pamela C. Ronald
- Martine F. Roussel
- Bernardo L. Sabatini
- Bernard F. Schutz
- Uros Seljak
- Scott J. Shenker
- Barry Simon
- Karen E. Smith
- Linda Smith
- Nancy A. Speck
- Thomas E. Spencer
- Susan Strome
- Zhigang Suo
- Matthew V. Tirrell
- Paul E. Turner
- John W. Valley
- Sue VandeWoude
- Daniel F. Voytas
- William I. Weis (1959–2023)
- David R. Williams
- Cynthia Wolberger
- Mariana F. Wolfner
- Amir Yacoby
- Omar M. Yaghi
- Ali Yazdani
- David Zilberman
- Marlene Zuk

### Ausländische Mitglieder
- Artur Ávila
- Rainer Blatt
- Richard Blundell
- Luis Jaime Castillo Butters
- Ben L. Feringa
- Alain Fischer
- George F. Gao
- Jennifer A. M. Graves
- Emmanuel Gyimah-Boadi
- David Harel
- Rashid Hassan (1953–2023)
- Jane A. Langdale
- Gordon Logan
- Jens Nielsen
- Staffan Normark
- Konstantin S. Novoselov
- Moshe Oren
- Juan Carlos Saéz
- Jean-Pierre Sauvage
- Marten Scheffer
- Alexander Spirin
- Kári Stefánsson
- Fiona M. Watt
- Nieng Yan
- Rudolf Zechner